# Glaucopsyche paucipuncta
Glaucopsyche paucipuncta är en fjärilsart som beskrevs av Courv. 1912. Glaucopsyche paucipuncta ingår i släktet Glaucopsyche och familjen juvelvingar. Inga underarter finns listade i Catalogue of Life.